# Индабигаш
Индабигаш (Индабиби) — царь Элама, правил приблизительно в 649 — 648 годах до н. э. Вельможа Таммариту, поднял против последнего восстание и после бегства того в Ассирию, захватил власть. Индабигаш был напуган успехами Ашшурбанипала и попытался избежать столкновения с Ассирией. Он не оказал никакой помощи вавилонскому царю Шамаш-шум-укину, прекрасно понимая, что положение того безнадежно. В то же время Индабигаш рискнул предоставить убежище беглецам из разгромленной Вавилонии, что неизбежно должно было привести к трениям в его взаимоотношениях с Ассирией.
Особенно обострились они в связи с бегством в Элам халдейского князя Набу-бэл-шумате, внука давнего врага Ассирии — Мардук-апла-иддина. Он отпал от Ассирии и, сбежав к эламскому царю, захватил обманным путем ассирийский отряд, предоставленный ему Ашшурбанипалом. Часть этого отряда была заключена в темницу. Ашшурбанипал потребовал освобождения и возврата заключенных. Индабигаш беспрекословно выполнил это требование. Однако некоторые ассирийцы (очевидно, не желавшие возвращаться на родину) продолжали оставаться в Эламе. Ассирийский царь, отправляя обратно эламского посла, поручив ему предъявить Индабигашу требование о возвращении самого Набу-бэл-шумате и других беглецов в следующих словах: «Так как ты не посылаешь обратно этих людей, то я приду разрушить твои города. Я уведу твой народ из Суз, Мадалу и Хидалу. Я свергну тебя с твоего царского престола и возведу другого на твой престол. Зло, которое боги наслали на Теуммана, я обращу на тебя». Однако эламский посол уже не застал в Сузах своего царя и не успел передать ему грозное послание Ашшурбанипала. Эламиты восстали против Индабигаша и в 647 г. до н.э. убили его. На эламский престол вступил  Хумбан-Халташ III (ассир. Умманалдаш).